# ثلوج الصيف (مسلسل)
ثلوج الصيف مسلسل سوري اجتماعي، من إنتاج التلفزيون العربي السوري عام 1999، للكاتب حسن سامي يوسف، والمخرج محمد فردوس أتاسي.

## قصة المسلسل
- تدور قصة المسلسل حول رجل اسمه أحمد جمال سليمان، وهو طبيب متخصص يبلغ من العمر 33 سنة سبق له أن درس الطب في جامعة دمشق ثم سافر إلى ألمانيا للتخصص ورجع بعد سبع سنوات. وهو من أسرة فقيرة يعيلها تتألف من أمه نجاح حفيظ والأخت سلوى كاريس بشار والأخ الأصغر وائل رمضان.
- نبيلة هناء نصور هي الطرف الثاني في قصة الحب هذه. فهي في الخامسة والعشرين من عمرها أستاذة لغة إنكليزية في مدرسة ثانوية.

من أسرة كبيرة أيضاً. هي كبرى أخواتها السبع والأب يعمل سائق سيارة غير أنه يتعرض لحادث سير ويصاب اصابات بليغة فيصبح قعيد البيت. وهكذا تجد نبيلة نفسها معيلة للأسرة، ما يؤثر على قرار ارتباطها بأحمد الذي تبادله حباً بحب. تحصل نبيلة على فرصة إعارة التعليم في إحدى دول الخليج. بل انها هي نفسها تسعى إلى تحقيق هذه الفرصة. ثم تحصل عليها وتسافر فعلاً. إنها تضحي بشبابها من أجل أهلها وتترك أحمد مرغمة أو تحت ضغط الواجب. سفر نبيلة كان الضربة الأولى لقصة حب.
- أما ليلى رندة مرعشلي فهي الطرف الثالث في القصة: فتاة في العشرين من عمرها. طالبة في كلية التجارة سنة ثالثة من أسرة فقيرة أيضاً يشتغل أبوها ضارباً على الآلة الكاتبة في إحدى المؤسسات الحكومية. وأمها ربة منزل، أما اخوتها فلا نراهم فهم متزوجون.
- العم ابو عبدو عدنان بركات  فهو عم لاولاد اخوه الايتام وهو من يقوم بمساعدتهم و الوقوف بجانبهم  في افراحهم و احزانهم عندما يمرون بضائقة مالية  كما حدث مع ابن اخيه الدكنور احمد عندما خطب ليلى واحتاج لأن يدفع اقساط الجمعية السكنية .

## أبطال العمل
سليم كلاس
دكتور أسعد
جهاد سعد
خليل الكندي
جمال سليمان
الدكتور أحمد
رنا جمول
وفاء
نجاح حفيظ
أم أحمد
عدنان بركات
العم أبو عبدو
حسام عيد
سامر
سلاف فواخرجي
بثينة
سعد مينه
ملازم أول
عبد الحكيم قطيفان
المهندس وليد
ديمة الجندي
كاريس بشار
سلوى
وائل رمضان
صلاح
روعة ياسين
ثراء دبسي
أم ليلى
أحمد منصور
أبو نبيلة
رندة مرعشلي
هناء نصور
نبيلة
فائق عرقسوسي
زياد
صفاء رقماني
أمل
إيمان عبد العزيز